# 上洛
上洛（じょうらく）とは、主に京都に入ることを意味する言葉である。入洛とも言った。

## 由来
上洛の「洛」は、平安京を中国の都の名に擬えて「洛陽」と呼んだことにちなむ。また一説に、平安京の左京を洛陽、右京を長安と名付けたが、右京が廃れたことから左京を指す「洛陽」が都を指す名称として使われるようになったとされる。

## 戦国時代の上洛

### 応仁の乱と各守護の下向
室町時代においては、多くの守護大名は在京義務が課せられ京都に常駐していた。そのため守護大名が守護に任じられた領国と京都を往復する事は頻繁にあり、上洛は珍しい事でもなかった。しかし、応仁の乱により幕府に守護大名の動きを制御する力が無い事が明白となり、在京の意味は薄れていた。
文明9年（1477年）、応仁の乱の終結とともに西軍は解体され、周防国守護大内政弘などの西軍諸将はそれぞれの領国に帰国を開始したが、能登国守護畠山義統と、足利義視・足利義稙親子を伴って帰国した美濃国守護土岐成頼は、それぞれ京の自邸を焼き払って反逆の姿勢を示し（これは在京義務の放棄も意味するものであった）、この炎は仙洞御所にも類焼が及んだ。また、講和に反対し先に下向した西軍の畠山義就は、その後も河内国と大和国で戦闘を繰り広げた。同じく最後まで講和に反対した東軍の加賀半国守護赤松政則は、加賀ではなく浦上氏が待つ播磨国に下向し実効支配を行なった。
また、応仁の乱の最中には越前国の朝倉氏、尾張国の織田氏、安芸国の武田氏、播磨国の浦上氏、出雲国の尼子氏など、領国の守護代や分郡守護が調略の対象となった。これらの調略により、特に山名氏と斯波氏の領国は深刻な事態に陥っていた。このため、東軍、西軍を問わず、多くの守護大名は危機感を持って帰国し、そして在京義務は放棄され、上洛は稀なものとなった。なお、関東については室町幕府の支配は、享徳3年（1454年）の享徳の乱の収拾に失敗し、既に頓挫していた。

### 将軍権力の解体
この様な状況において、積極的に上洛し在京義務を果たしたのは、三管領の氏族である山城国守護畠山政長、尾張国守護斯波義寛であった。第9代将軍足利義尚、第10代将軍足利義稙の近江遠征（長享・延徳の乱）、明応2年（1493年）の足利義稙の河内遠征（畠山総州家征伐）に従軍し、将軍権力による復権を試みたが、その遠征の最中に細川政元が起こしたクーデターにより、畠山政長は敗死、斯波義寛は越前回復の夢を絶たれ、足利義稙は幽閉され、新たな将軍には足利義澄が擁立された（明応の政変）。更に、将軍直轄の軍事力であった奉公衆も解体され、これ以降の将軍は遠征どころか守護大名に庇護される状態にまで零落することとなった。

### 上洛戦の始まり
将軍の座を追われた足利義稙は諸国を流浪し、明応8年（1500年）に大内義興を頼って山口に入国した。一方の細川政元は半将軍と呼ばれるほどの権力を振るったが、永正4年（1507年）に殺害され、これを収拾した細川澄元が跡を継いでいた（永正の錯乱）。永正4年（1507年）11月、大内義興は諸大名に号令を発して周防を出立し、細川高国の勢力も併呑し、永正5年（1508年）6月に上洛を果たし、7月1日には足利義稙が将軍職に復帰した。これが戦国大名が上洛により政権を覆した前例となり、以降、下記のように各地の戦国大名が上洛を果たすようになった。
しかしながら多くの戦国大名は、室町将軍や朝廷から、守護職や官位を受けており、使者を介しての京都との連絡は保っていた。上杉謙信や織田信長のように、さほど多いとはいえない兵、あるいは僅かな供を連れて、上洛を行った例もある。このような状況下において、天皇や室町将軍が在住する京都に自らが軍勢を連れて上洛し、室町将軍を保護する立場になる事は、大きな権威をもたらす事であった。すくなくとも室町将軍は形式的には全国の支配者であり、その保護者となる事は、政治的影響力を高める事となった。しかしながら戦国大名が上洛を企図しても、実際には領国における抗争に妨げられ、成功した者は少ない。

### 上洛勢力と政権交代
- 応仁元年（1467年）、応仁の乱が発生、文明9年（1477年）に西軍が解散し、応仁の乱が終結。
- 明応2年（1493年）、管領細川政元が第10代将軍足利義稙を追放、第11代将軍足利義澄を擁立した（明応の政変）。
- 永正5年（1508年）、大内義興が管領細川澄元を破り周防国大内氏館から上洛、第10代将軍足利義稙を奉じていた（10年後に帰国）。
- 永正8年（1511年）、細川澄元が赤松義村と共に管領細川高国を破り、阿波国勝瑞城から上洛、足利義澄を奉じていた（8日で敗退：船岡山合戦）。
- 永正17年（1520年）、三好之長（細川澄元の重臣）が管領細川高国を破り、阿波国勝瑞城から上洛、足利義稙に迎えられた（2ヶ月で敗死：等持院の戦い）。
- 大永元年（1521年）、足利義稙が堺に出奔したため、細川高国は播磨国で浦上氏が庇護していた第12代将軍足利義晴を擁立した。
- 大永7年（1527年）、柳本賢治らが細川高国・武田元光を破り丹波国神尾山城から上洛（桂川原の戦い）。
- 大永7年（1527年）、三好元長（細川晴元の重臣）が柳本賢治らと同盟し阿波国勝瑞城から上洛、堺公方・足利義維を奉じていた。
- 大永8年（1528年）、朝倉宗滴が管領畠山義堯、柳本賢治らを破り越前国一乗谷から上洛、足利義晴を奉じていた（5ヶ月で撤退：川勝寺口の戦い）。
- 享禄4年（1531年）、浦上村宗が管領畠山義堯、細川晴元を破り播磨国三石城から上洛、足利義晴を奉じていた（3ヶ月で敗死：大物崩れ）。
- 天文3年（1534年）、六角定頼が細川晴元と和睦し、足利義晴が近江国桑実寺から入京。
- 天文10年（1541年）、木沢長政が管領細川晴元を破り河内国飯盛山城から上洛、足利義晴を奉じる予定であった（4ヶ月で敗死：太平寺の戦い）。
- 天文18年（1549年）、三好長慶が細川晴元を破り摂津国越水城から上洛。
- 天文21年（1552年）、第13代将軍足利義輝が三好長慶と和睦し、近江国朽木谷から入京（１年で都落ち）。
- 永禄元年（1558年）、六角義賢が三好長慶と和睦し、足利義輝が山城国将軍山城から入京。
- 永禄4年（1561年）、六角義賢が三好長慶と足利義輝を破り近江国観音寺城から上洛（2ヶ月で撤退：教興寺の戦い）。
- 永禄8年（1565年）、三好三人衆らが足利義輝を殺害、翌年から阿波公方・足利義栄（後の第14代将軍）を擁立（永禄の変）。
- 永禄11年（1568年）、織田信長が三好三人衆らを破り美濃国岐阜城から上洛、第15代将軍足利義昭を奉じていた。
- 元亀4年（1573年）、織田信長が再上洛、同年に挙兵した足利義昭と三好三人衆を破り、義昭を追放した（槇島城の戦い）。
- 天正10年（1582年）、明智光秀が丹波国亀山城から京に進軍し、織田信長を殺害した（本能寺の変）。

### 各大名の上洛
大内義興の上洛の大義名分は、旧秩序の回復を目的、すなわち足利幕府の支配を回復させることにあった。だが、大内氏の場合、それが完成する前に尼子氏ら反大内勢力の挙兵に阻まれて領国への帰還を余儀なくされた。六角定頼の場合は、領国が京都の隣の近江であるものの大内義興と同様の名目で入京しており、幕政にも口入の形で関与しているところも義興と共通している。だが、定頼の没後の六角氏は浅井氏の反抗など国内問題に追われ、三好長慶の上洛を阻止できずに衰退していく。
それに対し天文18年（1549年）の三好長慶の上洛になると様相が変わってしまう。細川晴元は堺公方の足利義維を将軍位に着けずに足利義晴をそのまま将軍に擁いたが、三好長慶は堺公方の足利義維も足利義輝（義晴の子）も両方奉じず、何年も京を支配した。また、官位は従四位下・修理大夫、幕府の役職は相伴衆と三好家の家格では考えられないような地位が与えられていた。なお、足利義輝の官位は、従四位下・征夷大将軍であった。また、永禄8年（1565年）に足利義輝を殺害したにもかかわらず三好三人衆は半年以上、足利義栄（義維の子）を擁立しなかった。一方、織田信長の上洛は従来通り将軍候補である足利義昭を奉じて行われた。しかし、織田信長は天正元年（1573年）には足利義昭を京都から追放しており、しかもその翌年には、織田信長の官位は従三位・参議に達し、室町幕府の支配力や権威を必要としない政権となっていた。
なお、織田信長が上洛によって天下を取る一歩手前までいった事から、江戸時代の軍記物等では、全ての戦国大名が上洛を目指したかのような解釈が広がった。例えば、駿河国の今川義元が永禄4年（1560年）に尾張に遠征し桶狭間の戦いで戦死したが、小瀬甫庵の『信長記』等の軍記物では上洛が目的であったとされた。一方、足利義昭の呼びかけにより、甲斐国の武田信玄が元亀年間に大規模な美濃・三河・遠江方面への軍事的侵攻である西上作戦を行い、また、越後の上杉謙信や、安芸の毛利輝元も織田信長と敵対したが、もし入京していれば将軍を奉じる形式の上洛に当てはまっていた。なお、天正10年（1582年）の本能寺の変では、明智光秀が足利義昭を奉じていたという説もある。
さらには全ての戦国大名が天下を取る事を狙っていた訳ではない。毛利元就が自分の子孫は天下を望むべからずと遺言した事は有名な話である。後北条氏は初代の伊勢宗端（北条早雲）が室町幕府の政所執事を務めた伊勢氏の分家出身であったが、二代目の北条氏綱以降鎌倉幕府の執権・北条氏の後継を称して関東での勢力圏拡大には熱心であったが、天下取りの意図は見えなかった。
また、上洛がすなわち天下取りの必須条件だったかのように言われる事もあるが、これにも異論がある。天下を取る可能性があった戦国大名として名前があがる伊達政宗や九州の島津氏、あるいは最終的に天下を取る事になった徳川家康も、室町将軍を擁して上洛した事は一度も無い。

## その後の上洛

### 豊臣秀吉
本能寺の変後、山崎の戦いに勝利した豊臣秀吉が備中高松城から上洛を果たし、豊臣政権を築いた。

### 江戸幕府将軍の上洛
関ヶ原の戦いに勝利した徳川家康が征夷大将軍の宣下を受け、江戸幕府を開いた。江戸幕府の将軍では、徳川家康・徳川秀忠・徳川家光の三代、のち第14代将軍の徳川家茂 が上洛した。
家光までの三代は、勅使による将軍宣下を京都伏見城で受けていたため上洛したが、第4代代将軍の徳川家綱は若年であったため勅使が江戸へ下向して宣下を受けた。以降これが慣例となった。家光の将軍宣下の上洛の際は外様・譜代ら諸藩を合わせて総勢で30万7千人の軍勢であったとされている。
現在の二条城は、在京中の将軍の宿所として徳川家康が造った城である。
家光は上洛途上の将軍宿所として近江国に水口城を築いているが、以上の理由により一度しか使用されていない。
徳川御三家の尾張藩の名古屋城では、将軍上洛の際の宿所として本丸御殿が築かれた。この御殿はあくまで将軍や大御所のための宿泊所とされ尾張藩が管理し、故に尾張藩主は江戸時代を通して二の丸御殿を使用していた。

#### 将軍家茂の上洛
第14代将軍家茂の上洛は朝廷からの攘夷の要請を受けてのことであり、幕府と朝廷の関係修復の目的があったとされる。家茂は三度上洛し、三度目の上洛のまま大坂城にて死去している。著名な新撰組の前身である浪士組は、上洛する徳川家茂の警護のために作られた組織であった。
二度目の上洛の際、幕府保有の洋式蒸気船「翔鶴丸」を使用した海路を採用している。
最初の上洛においても不安定な政情を考慮し、また将軍格式での先例に習った道中では大掛かりになり、尊皇派を刺激すること、また費用が150万両とも試算されたことを避けるために海路が検討され、ただし道中の避難港の施設整備の命が出されたが、諸般の事情（前例がない。また、イギリス海軍による生麦事件の報復が懸念された）により陸路が選ばれている。
華美さをなるべく排したとはいえ老中・若年寄以下、騎馬100、銃手大小隊700を含む3000人からなる行列であった。この行列は歌川国貞ら16名の絵師により、大判の錦絵（「将軍家茂公御上洛図」）に描かれている。また、「昭徳院殿御上洛日次記」として記録が残る。道中で久能山東照宮に参拝し、名古屋では尾張藩浜屋敷に宿泊している。寺や本陣といった既存施設を利用し、家光以前とは比較にならない行列規模ではあるがそれでも3千人であり、道中の諸藩・宿泊先などは対応に苦労した記録が残っている。
この往路の陸行では22日を要したのに対し、帰路で「順動丸」を使った際には僅か3日余で江戸に帰れたことが、二度目の上洛の際の海路選択の理由とされる。その他に尊皇派による沿道の治安の問題もあった。この上洛船行の際に海が荒れ、家臣らに船酔いが続出し、側近らは陸行への途中変更を進言したが家茂は「海上のことは軍艦奉行（勝海舟）に任せよ」として却下した。家茂は復路にも「翔鶴丸」を使用した。
三度目の上洛は第二次長州征伐の軍勢を率いていたため、陸路となった。家康所縁の金の扇の馬印を掲げた軍勢は、天候の都合、また大軍勢を率いていたため京まで一月以上を要し、前回の陸路と違い沿道諸藩の城郭を宿泊所として多く利用している。家康所縁の寺などの参詣も意識的に行っている。
家茂は大坂城にて客死したのち、遺骸は蒸気船長鯨丸にて江戸へと運ばれた。